# III Kielecki Batalion Etapowy
III Kielecki batalion etapowy – oddział wojsk wartowniczych i etapowych w okresie II Rzeczypospolitej pełniący między innymi służbę ochronną na granicy polsko-sowieckiej.

## Formowanie i zmiany organizacyjne
W myśl rozkazu Naczelnego Dowództwa WP L24550/IV, rozkazem oficerskim nr 1 z 19 sierpnia 1919, z wszystkich formacji etapowych podległych DOE „Lwów“, sformowano sześć batalionów etapowych. 3 batalion etapowy (III Kielecki be) uzupełniono z kadry wartowniczej przy batalionie zapasowym 25 pułku piechoty. W jego skład weszły wszystkie formacje etapowe w powiatach: Tarnopol, Zbaraż, Skałat i Trembowola. Były to kompanie etapowe nr: 13, 17, 30, 31, 32, 33, 34 i 60. Z nich utworzono etatowe cztery kompanie etapowe batalionu. Dowódcą batalionu został kpt. Antoni Domaradzki, a miejscem postoju dowództwa batalionu stał się Tarnopol.
Otrzymał on nazwę okręgu generalnego, w którym powstał i kolejny numer porządkowy oznaczany cyfrą rzymską. W myśl rozkazu NDWP nr 2900/IV z 30 stycznia 1920 III batalion etapowy stacjonujący w Tarnopolu otrzymał nazwę III Kielecki batalion etapowy.
Do batalionu wcielono żołnierzy starszych wiekiem i o słabszej kondycji fizycznej. Oficerowie i podoficerowie nie mieli większego doświadczenia bojowego. Batalion nie posiadał broni ciężkiej, a broń indywidualną żołnierzy stanowiły stare karabiny różnych wzorów z niewielką ilością amunicji. We wrześniu 1919 dowództwo batalionu stacjonowało w Grodnie. 
10 września batalion przebywał na koncentracji wojsk etapowych 6 Armii w Winnikach. Liczył wtedy w stanie żywionych 15 oficerów oraz 622 podoficerów i szeregowców, w stanie bojowym zaś 15 oficerów oraz 525 podoficerów i szeregowców.
W lutym 1921 bataliony etapowe przejęły ochronę granicy polsko-rosyjskiej. Początkowo pełniły ją na linii kordonowej, a w maju zostały przesunięte bezpośrednio na linię graniczną z zadaniem zamknięcia wszystkich dróg, przejść i mostów.
W 1921 bataliony etapowe ochraniające granicę przekształcono w bataliony celne. III Kielecki batalion etapowy utworzył 23 Batalion Celny.

## Żołnierze batalionu
| Obsada personalna pułku w 1920 | Obsada personalna pułku w 1920 |
| Stanowisko                     | Stopień, imię i nazwisko       |
| ------------------------------ | ------------------------------ |
| Dowódca batalionu              | kpt. Antoni Domaradzki         |
| Adiutant baonu                 | ppor. Henryk Schmal            |
| Adiutant baonu                 | por. Jan Fritz                 |
| Lekarz                         | por. lek. dr Karol Bilewicz    |
| Oficer kasowy                  | ppor./por. Roman Misiak        |
| Oficer żywnościowy             | ppor. Tadeusz Bryczkowski      |
| Dowódca 1 kompanii             | ppor. Edmund Horak             |
| Dowódca 3 kompanii             | ppor. Jan Pawłowski            |
| Dowódca 4 kompanii             | ppor. Witold Nawarecki         |
| Oficer baonu                   | ppor. Seweryn Chrzanowski      |
| Oficer baonu                   | ppor. Zygmunt Rachwał          |